# Foulbec
Foulbec é uma comuna francesa na região administrativa da Normandia, no departamento de Eure. Estende-se por uma área de 11,74 km². Em 2010 a comuna tinha 669 habitantes (densidade: 57 hab./km²).